# Sarea în bucate
Sarea în bucate este un basm popular din folclorul românesc, cules de Petre Ispirescu. Face parte din colecția Legende sau basmele românilor. Basmul a fost povestit scriitorului de către mama sa la 1840, scris în aprilie 1884 și publicat în 1887, în „Revista Nouă”.
Filmul Sarea în bucate (2001), cu Sofia Vicoveanca, este bazat pe povestea omonimă.

## Rezumat
„Împăratul se bucură cât un lucru mare când auzi de la fetele lui cele mai mari cât îl iubesc. El socoti că altfel de iubire nu poate să fie decât cea dulce ca mierea și ca zahărul. Și uitându-se și la fata cea mai mică, ce sta mai deoparte și cu sfială, o întreabă și pe dânsa: 
-Cum mă iubești tu, fata mea? 
-Ca sarea în bucate, tată! răspunse și ea cu fața senină, zâmbind cu dragoste firească și lăsându-și ochii în jos, de rușine că vorbi și ea. Ea se rușina, biet, văzând că tată-său o băgase și pe ea în seamă, ca o mai mică ce era.”
A fost odată un împărat ce avea trei fete. Rămânând văduv, împăratul împărțea toată dragostea lui fetelor. Într-o zi, împăratul o întreabă pe fata sa cea mare cum îl iubește. Aceasta-i răspunde „ca mierea”, gândindu-se că mierea e cel mai dulce lucru de pe lume. Întrebând și fata mijlocie, împăratul află că este iubit „ca zahărul”. Bucuros de răspunsurile fiicelor sale cele mai mari, împăratul socotește că nu este iubire mai dulce ca zahărul și mierea. Uitându-se și la fata sa cea mică, îi pune și ei aceeași întrebare. Mezina îi răspunde sfioasă că ea îl iubește ca „sarea în bucate”. La auzirea acestor vorbe, surorile lingușitoare ale fetei încep să râdă, iar împărarul, după ce o mustră serios, o alungă din împărăția sa.
Fata se îmbracă cu haine vechi și proaste, și se pornește să colinde fiecare sat, până ajunge la porțile altei împărății. Chelăreasa acelei împărății o vede și o întreabă ce vrea. Fata răspunde că este orfană și că vrea să lucreze la un stăpân. Având un loc liber, chelăreasa o ia în slujba sa. Fetei îi sunt încredințate un teanc de chei și multe treburi, la care ea face față cu brio. Toate slugile de la curte încep s-o respecte fiindcă era cuminte și muncitoare. Vestea hărniciei fetei ajunge și la urechile împărătesei, care cere s-o cunoască pe fată și în curând prinde a o îndrăgi. O ia de la chelăreasă și o face ajutorul ei.
Împăratul și împărăteasa aveau un singur copil, la care se uitau ca la Soare. Împăratul pornește la război și îl ia și pe fiul lui cu el. Feciorul este însă rănit și adus acasă. Aici, împărăteasa veghează asupra lui zi și noapte, și o lasă și pe fata săracă să aibă grijă de el. Cei doi tineri se îndrăgostesc și băiatul cere binecuvântarea părinților să o ia de soție.
La nuntă, mirii au invitat și pe împăratul cu trei fete, tatăl înstrăinat al miresei. Fata s-a ferit însă să spună că ea este de fapt fiică de împărat. La pregătirea bucatelor, fata prepară separat mâncărurile pentru tatăl său. Ospățul începe și toți musafirii se înfruptă din bucate, cu excepția împăratului invitat. Mâncarea acestuia nu era sărată, ci îndulcită cu miere și zahăr. Cum nu putea să mănânce nimic, împăratul răbufnește și cere socoteală gazdelor. Atunci mireasa se ridică și își dezvăluie adevărata identitate, zicând că tatăl său a pringonit-o fiindcă a spus că-l iubește ca „sarea în bucate.” Tatăl fetei realizează atunci importanța sării și își cere iertare de la fata sa. Nunta continuă iar nuntașii se pun pe o veselie și o petrecere „de se duse vestea în lume.”